# Ninachumbi
Ninachumbi (del quechua: Nina=fuego , chumbi=cinturón; "atolón del volcán") es el nombre de una isla mencionada en los relatos incaicos, a la cual arribó el Sapa Inca Tupac Yupanqui en su supuesta expedición marítima a la Polinesia.

Según el relato recopilado por los cronistas españoles Pedro Sarmiento de Gamboa, Martín de Murúa y Miguel Cabello Valboa, se sabe que, Túpac Yupanqui, cuando recorría Tumbes, Manta y la isla Puná, fue enterado por comerciantes de la existencia de unas islas lejanas a las que ellos viajaban, decidiendo ir a conocerlas. Alistado una gran flota de balsas, habría zarpado con 20 000 hombres, llegando a las islas Ninachumbi y Auachumbi. Algunos historiadores consideran la hipótesis de que este relato tiene una base histórica verdadera y que las islas estarían ubicadas en la Polinesia. Algunos han considerado que se trata de las islas Marquesas, de Huahine, de la isla de Pascua o de Mangareva.